# Brachydesmiella verrucosa
Brachydesmiella verrucosa är en svampart som beskrevs av Goh, Sivichai, K.D. Hyde & Hywel-Jones 1998. Brachydesmiella verrucosa ingår i släktet Brachydesmiella, divisionen sporsäcksvampar och riket svampar.   Inga underarter finns listade i Catalogue of Life.